# Агора

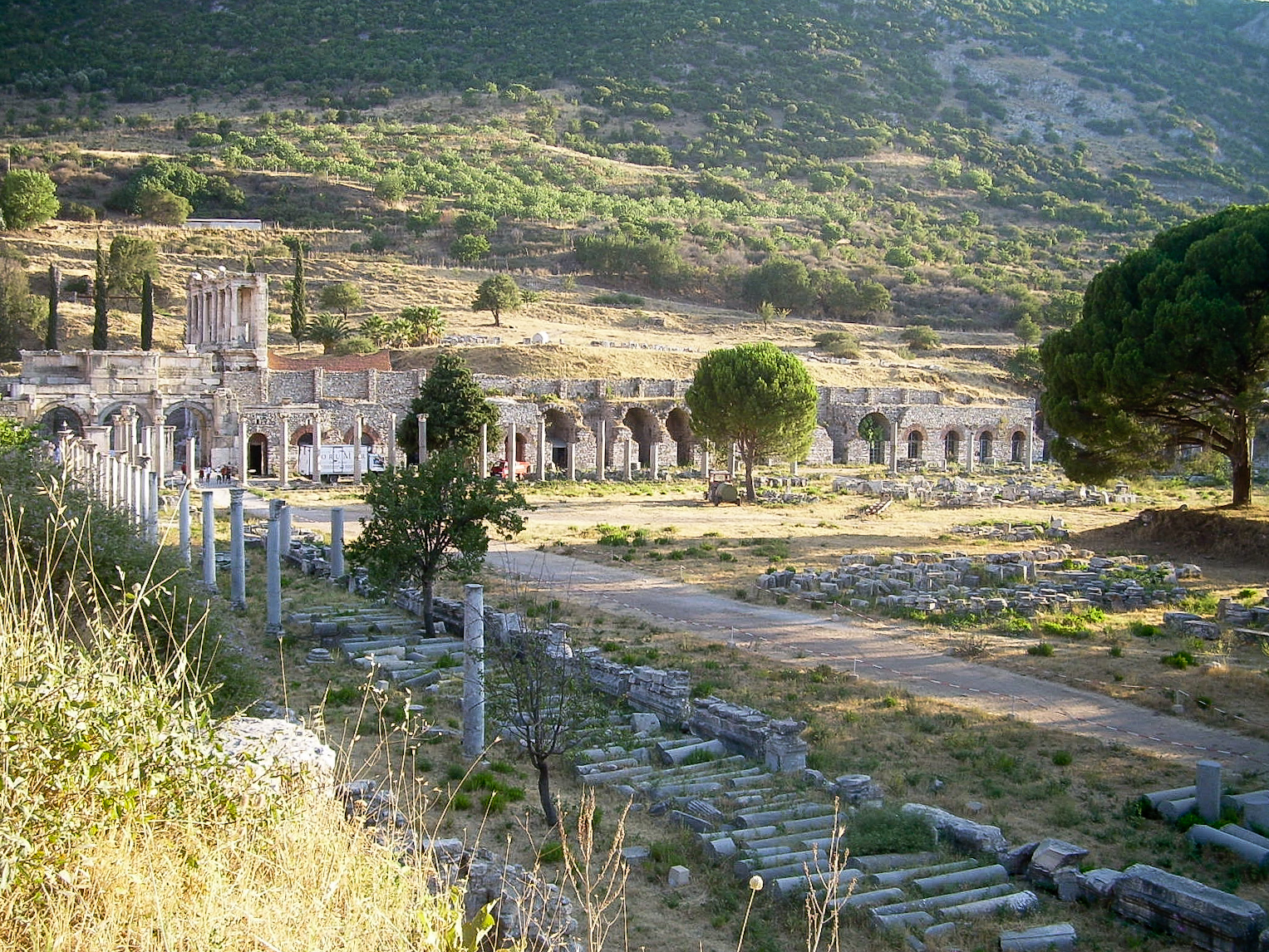
Агора в Ефесі

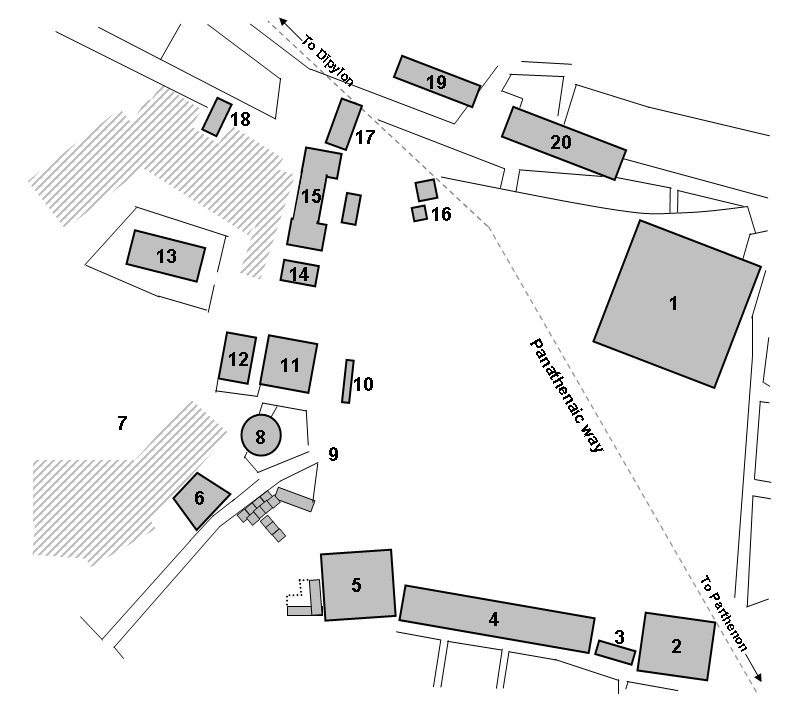
План Афінської агори V ст. до н.е.

Агора́ (дав.-гр. άγορά, трансліт. agorá, досл. «місце зборів», «площа») — у давньогрецьких містах-державах торгова площа й назва народного зібрання, а також місце де воно проходило. Зазвичай, це була торгова площа, навколо якої знаходилися храми, державні установи (булетріон, монетний двір, суд), стої, майстерні, торговельні крамниці, борделі. Найбільше відома афінська агора розташована біля північних схилів ареопагу та Афінського акрополя. Аналог римського форума.

## Історія
Вперше згадана Гомером, в якого агора є одним з головних складових «ідеального» міста феаків — Схерії, прототипом якої могла бути Смірна або якесь інше місто тогочасної Іонії. Згідно з текстом «Одіссеї» агора була місцем засідання геронтів в присутності звичайних мешканців міста, які вигуками могли висловити підтримку або ж незгоду з рішенням старійшин. В Гомера немає жодної згадки про використання агори для торгівлі (господарські функції площі зводилися хіба що до того, що на ній або поруч з нею зберігався корабельний реманент). Надалі, однак, слово «агора» як синонім ради чи наради використовували вкрай рідко (Геродот, наприклад, робить це лише один раз — коли розповідає про нараду іонійців біля острова Ладе).
З архаїчного часу агорою називали переважно торговельну площу. В цьому значенні слово використовували Платон (за його словами саме завдяки торгівлі і виникла агора), Фукідід, Ксенофонт, Плутарх та Афіней. При цьому Фукідід, Аристофан і Плутарх вживають слово агора як синонім слова «господарство» (пор. українське «ринок»), а Ксенофонт — як синонім «постачання війська». Існувала й особлива державна посада агоранома — особи, яка слідкувала за порядком на площі.

## Агори у грецьких полісах
|        |        |       |       |
| Коринф | Мегари | Аргос | Мілет |

|        |        |        |          |
| Кирена | Кротон | Тарант | Массалія |

## Агора як центр громадського життя
Водночас і за класичних часів агора була не лише місцем торгівлі. Насамперед вона була місцем проведення засідань народних зборів — найвищого органу влади в античному полісі. Елліни були навчені у будь-якій тривожній ситуації сходитися на головну площу, не чекаючи навіть якогось особливого запрошення. Цим греки відрізнялися, наприклад, від фінікійців, які віддавали перевагу зборам біля міської брами, або ж давніх германців, які проводили народні зібрання на галявинах. 
Агора зберігала й певні сакральні функції, саме на ній відбувалися деякі релігійні свята та спортивні змагання. В Платеях вона мала назву ἱερά ἀγορά і на ній приносили жертви, в Спарті — відбувалися церемонії на честь полеглих героїв. В Селінунті на агорі знаходилося святилище Зевса Агорея, в Гераклеї Понтійській існувала окрема — «амфіктіонійська агора», яку використовувалі для зборів учасників релігійного союзу сусідніх дорійських колоній. На афінську агору був заборонений вхід повіям. Ксенефонт, втім, ставив грекам за приклад головні площі в перських столицях, на які, за його словами, не допускали й торгівців (так звана ἐλευτέρα ἀγορά).
В Афінах з V ст. до н. е. засідання народних зборів зазвичай відбувалися на Пніксі, але найважливіші голосування, зокрема остракізм, і надалі проводили на агорі.
Великим громадським значенням агори можна пояснити й вибір апостола Павла, який обирав саме агору для проповідей серед коринфян та афінян.
Терміном ἀγοραῖοι зазвичай називали витрищак, що проводили час на агорі (аналог римських subrostrani).
Вислів ἀγορά λύκεια (буквально — «вовча агора») означав оборудки, укладені нашвидкуруч. Вислів ἀγορά κερκώπων — натовп людей непристойної поведінки.
З кінця еліністичної доби агора перетворюється на синонім латинського слова forum.

## Афінська агора
Найбільше відома афінська агора розташована біля північних схилів ареопагу та Афінського акрополя. Вона мала форму трапеції, оточена громадськими будівлями, критими галереями, жертовниками богів, стелами з офіційними надписами тощо. Впритул до агори стояв Храм Гефеста, що добре зберігся до нашого часу. На агорі були облаштовані два водорозбірні басейни, які постачалися водою з водопроводу. За Кімона агору прикрасили платанами.

### Довідники
- АГОРА [Архівовано 25 квітня 2016 у Wayback Machine.] // Енциклопедія історії України
- В. Д. Гончаренко. Агора [Архівовано 21 листопада 2016 у Wayback Machine.] // Юридична енциклопедія : [у 6 т.] / ред. кол.: Ю. С. Шемшученко (відп. ред.) [та ін.]. — К. : Українська енциклопедія ім. М. П. Бажана, 1998—2004. — ISBN 966-749-200-1.